# Martyr
«Martyr» (en español, Mártir) es el cuadragésimo quinto disco sencillo del grupo inglés de música electrónica Depeche Mode, desprendido de la compilación The Best of Depeche Mode Volume 1, publicado el 13 de noviembre de 2006. Se publicó en tres formatos, CD, maxisencillo y DVD.
"Martyr" es un tema compuesto por Martin Gore, producido por Ben Hillier, que originalmente quedó fuera del álbum Playing the Angel de 2005, por lo cual no se dio a conocer sino hasta 2006 en la compilación donde se incluye como sencillo promocional inédito. El nombre con que se manejara originalmente fue "Martyr for Love".
Dave McCracken, programador de Playing the Angel, reveló que fue considerado por la banda como primer sencillo de ese álbum, pero no se incluyó en el disco debido a su sonido más pop en comparación con otros temas de la colección.
No incluyó más canciones nuevas; los lados B del sencillo fueron sólo remezclas de Martyr y temas anteriores.
El sencillo se convirtió en el 35 de Depeche Mode en estar en el UK Top 20.

## Descripción
Martyr es un tema rítmico y vertiginoso, conducido por el sampler de una guitarra, paradójicamente acercándose en todo momento a la música country norteamericana si bien esencialmente es un tema sólo electrónico. De acuerdo a los fragmentos de entrevista con Ben Hillier y con Daniel Miller que aparecen en el DVD de la colección The Best of, el tema fue producido para el álbum Playing the Angel, y desde un principio se pensó en él como un sencillo, pero por último se decidió dejarlo fuera pues ya estaba planeada una nueva recopilación.
Comienza con un áspero efecto electrónico, para pasar al sampler de guitarra y su letra triste pero al mismo tiempo interpretada de un modo con total desenfado, haciéndolo un tema más agresivo que melancólico como podría parecer por su planteamiento lírico.

## Formatos

### En CD y DVD
| Mute CD BONG 39 Martyr |                                            |          |  |
| N.º                    | Título                                     | Duración |  |
| 1.                     | «Martyr» (versión sencillo)                | 3:25     |  |
| 2.                     | «Martyr» (Booka Shade Full Vocal Mix Edit) | 6:23     |  |

| Mute LCD BONG 39 Martyr |                                              |          |  |
| N.º                     | Título                                       | Duración |  |
| 1.                      | «Martyr» (Paul Van Dyk Vocal Dub)            | 7:18     |  |
| 2.                      | «Martyr» (Alex Smoke Gravel Mix)             | 6:40     |  |
| 3.                      | «Never Let Me Down Again» (Digitalism Remix) | 4:38     |  |

| Mute RCD BONG 39 Martyr |                             |          |  |
| N.º                     | Título                      | Duración |  |
| 1.                      | «Martyr» (versión de radio) | 3:08     |  |

| Mute PCDBong39 Martyr |                                          |          |  |
| N.º                   | Título                                   | Duración |  |
| 1.                    | «Martyr» (original)                      | 3:24     |  |
| 2.                    | «Martyr» (Paul van Dyk Radio Mix)        | 3:41     |  |
| 3.                    | «Martyr» (Paul van Dyk Vonyc Lounge Mix) | 7:07     |  |
| 4.                    | «Martyr» (Paul van Dyk Dub)              | 10.22    |  |
| 5.                    | «Martyr» (Paul van Dyk Dub Vox)          | 10:22    |  |
| 6.                    | «Martyr» (Booka Shade Dub)               | 8:17     |  |

| Mute DVD BONG 39 Martyr |                                               |          |  |
| N.º                     | Título                                        | Duración |  |
| 1.                      | «Martyr» (videomontaje)                       | 3:22     |  |
| 2.                      | «Martyr» (Dreher & S.M.Art B.N. Reload Remix) | 5:19     |  |
| 3.                      | «Martyr» (Booka Shade Travel Mix)             | 6:22     |  |

| Promocional Reprise PRO-CD-101908 Martyr |                             |          |  |
| N.º                                      | Título                      | Duración |  |
| 1.                                       | «Martyr» (versión de radio) | 3:07     |  |
| 2.                                       | «Martyr» (versión de álbum) | 3:24     |  |

| Promocional Reprise PRO-CD-101926 Martyr |                                            |          |  |
| N.º                                      | Título                                     | Duración |  |
| 1.                                       | «Martyr» (versión de álbum)                | 3:24     |  |
| 2.                                       | «Martyr» (Paul van Dyk Remix Edit)         | 7:18     |  |
| 3.                                       | «Martyr» (Paul van Dyk Remix)              | 10:21    |  |
| 4.                                       | «Martyr» (Paul van Dyk Vonyc Lounge Mix)   | 7:06     |  |
| 5.                                       | «Martyr» (Paul van Dyk Dub)                | 10:21    |  |
| 6.                                       | «Martyr» (Booka Shade Full Vocal Mix Edit) | 6:21     |  |
| 7.                                       | «Martyr» (Booka Shade Travel Mix)          | 6:21     |  |
| 8.                                       | «Martyr» (Booka Shade Dub)                 | 8:19     |  |
| 9.                                       | «Martyr» (Dreher & Art B.N. Reload Mix)    | 5:21     |  |
| 10.                                      | «Martyr» (Alex Smoke Gravel Mix)           | 6:42     |  |

### En disco de vinilo
7 pulgadas Mute Bong39  Martyr
| Lado A |          |          |  |
| N.º    | Título   | Duración |  |
| 1.     | «Martyr» | 3:23     |  |

| Lado B |                                              |          |  |
| N.º    | Título                                       | Duración |  |
| 1.     | «Never Let Me Down Again» (Digitalism Remix) | 4:36     |  |

12 pulgadas Mute 12Bong39  Martyr
| Lado A |                            |          |  |
| N.º    | Título                     | Duración |  |
| 1.     | «Martyr» (Booka Shade Dub) | 8:15     |  |

| Lado B |                                                |          |  |
| N.º    | Título                                         | Duración |  |
| 1.     | «Martyr» (Dreher & S.M. Art B.N. Reload Remix) | 5:17     |  |
| 2.     | «Martyr» (Alex Smoke Gravel Remix)             | 6:39     |  |

### Digital
| Sire / Reprise Martyr DJ Version |                                            |          |  |
| N.º                              | Título                                     | Duración |  |
| 1.                               | «Martyr» (Paul van Dyk Remix Edit)         | 7:18     |  |
| 2.                               | «Martyr» (Paul van Dyk Remix)              | 10:18    |  |
| 3.                               | «Martyr» (Paul van Dyk Vonyc Lounge Mix)   | 7:02     |  |
| 4.                               | «Martyr» (Paul van Dyk Dub Mix)            | 10:17    |  |
| 5.                               | «Martyr» (Booka Shade Full Vocal Mix Edit) | 6:20     |  |
| 6.                               | «Martyr» (Booka Shade Travel Mix)          | 6:20     |  |
| 7.                               | «Martyr» (Booka Shade Dub Mix)             | 8:13     |  |
| 8.                               | «Martyr» (Dreher & Art B.N. Reload Mix)    | 5:15     |  |
| 9.                               | «Martyr» (Alex Smoke Gravel Mix)           | 6:39     |  |
| 10.                              | «Personal Jesus» (Boys Noize Classic)      | 6:53     |  |

## Vídeomontaje
El vídeo de "Martyr" originalmente fue dirigido por Andreas Nilsson, una versión donde no aparecen los miembros de la banda, pero que fue finalmente rechazado por ellos. El vídeo acabó siendo en realidad un montaje con múltiples y variadas tomas de videos pasados del grupo, dirigido por Robert Chandler, haciéndolo una suerte de collage de DM, y con lo cual conservó de algún modo el espíritu revisionista de la colección The Best of.
Éste muestra diversos extractos dispersos de muchos de los anteriores vídeos de todas las épocas de DM, hasta de los menos apreciados por ellos como "See You", así como fragmentos en concierto de algunos de sus álbumes en vídeo, aunque omitiendo imágenes de Alan Wilder, pues es un tema de la época en que ya no formaba parte de la banda. La pista musical es exactamente la misma de la versión estándar de la canción.
El vídeo no aportó mucho a la videografía de DM, y únicamente se nota el esfuerzo en sincronizar la pista musical con las imágenes del vocalista Dave Gahan cantando en todos aquellos materiales, así como las tomas de Martin Gore y Andrew Fletcher tocando la guitarra y el sintetizador en sus diversas etapas cronológicas. El montaje se incluye en Video Singles Collection de 2016.

## Listas
| Lista (2006)                         | Mejor posición |
| ------------------------------------ | -------------- |
| Lista de sencillos austriaca         | 31             |
| Lista de sencillos belga (Flanders)  | 48             |
| Lista de sencillos danesa            | 3              |
| Lista de sencillos finlandesa        | 18             |
| Lista de sencillos francesa          | 64             |
| Lista de sencillos alemana           | 2              |
| Lista de sencillos italiana          | 1              |
| Lista de sencillos neerlandesa       | 74             |
| Lista de sencillos española          | 1              |
| Lista de sencillos sueca             | 10             |
| Lista de sencillos suiza             | 17             |
| UK Singles Chart                     | 13             |
| US ''Billboard'' Hot Dance Club Play | 22             |